# Margaret (Alabama)
Margaret és una població dels Estats Units a l'estat d'Alabama. Segons el cens del 2000 tenia 1.169 habitants.

## Demografia
Segons el cens del 2000, Margaret tenia 1.169 habitants, 401 habitatges, i 326 famílies. La densitat de població era de 48,6 habitants/km².
Dels 401 habitatges en un 41,9% hi vivien nens de menys de 18 anys, en un 60,8% hi vivien parelles casades, en un 16,5% dones solteres, i en un 18,7% no eren unitats familiars. En el 16,7% dels habitatges hi vivien persones soles el 4,5% de les quals corresponia a persones de 65 anys o més que vivien soles. El nombre mitjà de persones vivint en cada habitatge era de 2,92 i el nombre mitjà de persones que vivien en cada família era de 3,26.
Per edats la població es repartia de la següent manera: un 31,7% tenia menys de 18 anys, un 8,3% entre 18 i 24, un 30,9% entre 25 i 44, un 22,3% de 45 a 60 i un 6,8% 65 anys o més.
L'edat mediana era de 31 anys. Per cada 100 dones hi havia 92,6 homes. Per cada 100 dones de 18 o més anys hi havia 90 homes.
La renda mediana per habitatge era de 30.147 $ i la renda mediana per família de 32.019 $. Els homes tenien una renda mediana de 28.798 $ mentre que les dones 16.855 $. La renda per capita de la població era de 13.764 $. Aproximadament el 14% de les famílies i el 15,9% de la població estaven per davall del llindar de pobresa.

## Poblacions properes
El següent diagrama mostra les poblacions més properes.